# Félix Lequien
Pour les articles homonymes, voir Lequien.
Félix Augustin Lequien (14 août 1798 à Saint-Omer - 22 mars 1862 à Paris), est un homme politique français.

## Biographie
Fils d'un homme de loi, il étudie le droit et se fait inscrire comme avocat au barreau de Béthune en 1820. En 1830, il débute dans l'administration. 
Adjoint au maire de Béthune, puis sous-préfet de cet arrondissement en 1838, il reçoit du gouvernement de Louis-Philippe la croix de chevalier de la Légion d'honneur, puis celle d'officier. 
Rendu momentanément à la vie privée par la Révolution française de 1848, il se retire à Douai et est appelé, au mois d'août de la même année, à représenter le canton d'Houdain au conseil général du Pas-de-Calais. Son passé et ses opinions politiques le font inscrire, le 13 mai 1849, sur la liste des candidats conservateurs à l'Assemblée législative, et il est élu représentant du Pas-de-Calais. 
Lequien siège à droite, et vote régulièrement avec la majorité monarchiste dont il ne se sépare que pour se rallier à la politique personnelle de Louis-Napoléon Bonaparte. 
Désigné, après le coup d'État de 1851, comme candidat officiel du gouvernement au Corps législatif dans la 2e circonscription du Pas-de-Calais, il est élu député le 29 février 1852. 
Membre de la majorité dynastique, il donne tous ses suffrages au régime impérial; son aptitude spéciale pour les questions de finances le fait nommer plusieurs fois par ses collègues rapporteur ou président de la commission du budget. 
En 1860, Lequien est appelé à remplir les fonctions de conseiller maître à la cour des Comptes. Il quitte alors la Chambre et meurt peu de temps après.

## Sources
- « Félix Lequien », dans Adolphe Robert et Gaston Cougny, Dictionnaire des parlementaires français, Edgar Bourloton, 1889-1891 [détail de l’édition]